# Badín
Badín (em húngaro:  Erdőbábony) é um município da Eslováquia localizado no distrito de Banská Bystrica, região de Banská Bystrica.

## Demografia
| Ano:        | 1994 | 2004   | 2014    | 2024    |
| ----------- | ---- | ------ | ------- | ------- |
| Broj ljudi: | 1581 | 1694   | 1928    | 2152    |
| Razlika:    |      | +7,14% | +13,81% | +11,61% |

| Ano:               | 2023 | 2024   |
| ------------------ | ---- | ------ |
| Número de pessoas: | 2127 | 2152   |
| Diferença:         |      | +1,17% |